# جيمي فوستر(لاعب رغبي)
جيمي فوستر (من مواليد 27 تموز (يوليو) 1990)  هو لاعب كرة قدم رغبي إنجليزي محترف في دوري الرغبي يلعب لصالح فريق وركينجتون تاون في دوري بيتفريد 1. موقفه المفضل هو في الوسط, ولكن من المعروف أنه يتحول إلى جناح أو ظهير.
فوستر هو أيضًا حارس مرمى معروف. وقع من نادي الهواة المحلي بلاكبروك الملكي. اعتبارًا من تموز 2014، يعيش جيمي في نيوتن لو ويلوز، وليس بعيدًا عن المكان الذي نشأ فيه في هايدوك، سانت هيلينز. لقد لعب لصالح فريق عمالقة هيدرسفيلد في الدوري الممتاز.

## سانت هيلينز | دوري الرجبي لكرة القدم
في الجولة الرابعة من كأس التحدي 2010، ظهر أخيرًا في الصف الأول، بعد ثلاث سنوات في لعبة الرجبي الاحتياطية، حيث لعب على الجناح بدلاً من المصاب فرانسيس ميلي، حيث سجل ثمانية أهداف من أكبر عدد من المحاولات. فوز 56–16 على أولمبيك تولوز. في ظهوره في الدوري الممتاز في الأسبوع التالي، حيث انتدب مرة أخرى لميلي، بدا فوستر مثيرًا للإعجاب مرة أخرى حيث سجل الحذاء ثمانية من ثمانية في فوز 41-20 على ليدز. فشله الأول مع الحذاء جاء فقط في ظهوره الثالث، عندما، في فوز 54-0 عطلة نهاية الأسبوع السحريةعلى هال كينغستون روفرز، ركل هدفين فقط من ستة، بينما سجل أيضًا محاولته الأولى للنادي. لقد فاته قطع مباراة كأس التحدي ضد المهرج آر ال، ولكن بفضل تكرار إصابة ميلي، عاد فوستر للخسارة 34-42 في سالفورد سيتي ريدز، حيث تم إخراجه من الملعب بعد عشر دقائق بعد عرض سيئ. دفاعيا.
ومع ذلك، فإن هذا لم ينه مسيرته مع الفريق الأول، حيث بدأ في مركز الجناح ضد روفرز في فوز 68-12،  قبل أن يتم استبعاده بسبب الخسارة أمام هال إف سي. ومع ذلك، عاد للعب في مركز الجناح الأيمن في فوز 24-22 على أرضه أمام هدرسفيلد، حيث سجل خمسة أهداف. في الأسبوع التالي (في الجولة 18) عاد مرة أخرى إلى الجناح ليحقق فوزًا 24-26 على منافسيه ويغان ووريورز، حيث ركل ثلاثة من خمسة وسجل محاولة. لقد غاب عن ثلاث مباريات بسبب إصابة في ربلة الساق لكنه عاد للقديسين في دور مركزي ضد ويكفيلد الذي جعله يسجل سبعة أهداف من تسع محاولات. لقد كان أيضًا جزءًا من المتأهلين للتصفيات النهائية المهزومين سانت هيلينز حيث فاز ويجان ووريورز بنتيجة 22-10 في النهائي الكبير لدوري السوبر 2010.
في بداية موسم 2011، سجل فوستر 14 محاولة و77 هدفا، بإجمالي 210 نقطة، في 13 مباراة وثلاثة على مقاعد البدلاء. كانت شراكته مع فرانسيس ميلي في موسم 2011 مثمرة. في المباراة الأولى من الدوري الممتاز السادس عشر لعام 2011، لعب سانت هيلينز مع ويجان في تكرار لنهائي الدوري الممتاز. في هذه المباراة كان القديسون يخسرون 16-0 في الشوط الأول وعادوا ليتعادلوا 16-16 مع خروج فوستر من مقاعد البدلاء ليسجل هدفين. ثم ركل فوستر 8/10 ضد سالفورد سيتي ريدز في الجولة الثانية. عندما لعب القديسون مع ليدز، في الجولة السادسة، سجل محاولتين، بما في ذلك خدعة خلفية ليسجل في الزاوية، وسجل خمسة أهداف. في الجولة 12، سجل هدفًا على خط التماس ليفوز بمباراة القديسين ضد كاسلفورد. في الجولة الخامسة من كأس التحدي، سجل فوستر 11 هدفًا من أصل 12 هدفًا في فوز 70-0 على فيذرستون روفرز.
لعب فوستر في النهائي الكبير لدوري السوبر 2011 أمام ليدز في أولد ترافورد. قال رويس سيمونز، مدرب القديسين، "إن قدرة جيمي فوستر على ركل النقاط أمر حيوي للقديسين. الطريقة التي يستطيع بها فوستر تحويل أربع نقاط إلى ست نقاط، يمكنه أن يكسر قلب فريق آخر من خلال ذلك".

## إعارة إلى هال إف سي
قرب نهاية موسم الدوري الممتاز 2012، أمضى فوستر شهرًا على سبيل الإعارة في هال إف سي. كانت أول مباراة له مع فريق الأسود والأبيض ضد غريمه اللدود هال كينجستون روفرز، وساعد فريقه الجديد على الفوز 32-18 بتسجيله ستة أهداف. الأسبوع الذي تلا لعبه في الفوز 36-24 على سالفورد سيتي ريدز حيث سجل 100٪ من أهدافه بسبعة أهداف من سبع محاولات. لقد كان أيضًا جزءًا من الفريق الذي خسر 48-10 أمام ويجان، تمكن فوستر من تسجيل هدف في هذه المباراة. كان فوستر في حالة جيدة في الأسبوع التالي ضد فريق التنين الكاتالونيحيث سجل محاولته الأولى مع فريق هال إف سي وسجل أيضًا خمسة أهداف ليقود فريقه للفوز 30-10. ومع ذلك، فإن هذا الانتصار لم يدم طويلاً حيث تعرض فريق الأسود والأبيض لهزيمة قوية بنتيجة 42-16 على يد ويدنيس الصاعد حديثًا، ووضع فوستر نفسه على لوحة النتائج بهدفين. لقد كان عضوًا رئيسيًا في فوز هال إف سي الذي حطم الرقم القياسي 70-6 على ناديه المستقبلي برادفورد بولز. لقد ساعد فريقه على تحقيق هذا الفوز الكبير من خلال المساهمة بمحاولتين وتسعة أهداف مما يعني أن هال كان آمنًا في التصفيات. كانت آخر مباراة له في الموسم العادي مع هال هي الفوز 36-10 كاسلفورد، قدم فوستر عرضًا رائعًا وسجل جميع الأهداف الستة.

## برادفورد بولز
وقع فوستر مع فريق الدوري الممتاز برادفورد صفقة لمدة عام واحد.
موسم 2013
ظهر فوستر في مركز الظهير في المباريات الودية قبل الموسم ضد ديوسبري وليدز. ظهر في خمس مباريات متتالية من الجولة الأولى ضد ويكفيلد ترينيتي وايلد كاتس إلى الجولة الخامسة ضد هدرسفيلد. لقد أصيب في الجولة السادسة. ظهر فوستر في أربع مباريات متتالية من الجولة السابعة هال كينغستون روفرز إلى الجولة العاشرة ضد سالفورد. أصيب فوستر في الجولة 11-15 لكنه عاد للجولة 16 من هدرسفيلد. غاب فوستر عن الجولة 17-19 بسبب الإصابة. عاد في الجولة 20 من وارينجتون إلى الجولة 27 هيدرسفيلد. ظهر فوستر في كأس التحدي ضد فريق روتشديل هورنتس. أعاد التوقيع مع نادي برادفورد لمدة عامين في منتصف الموسم.
موسم 2014 – 2014
ظهر فوستر في المباريات التحضيرية للموسم ضد هال إف سي وديوسبري وكاسلفورد. ظهر في الجولة الأولى ضد كاسلفورد إلى الجولة الخامسة ضد هدرسفيلد. غاب فوستر عن الجولات 6-7 بسبب الإصابة. ظهر في الجولة الثامنة ضد سالفورد ثم في الجولة 11 من وارينجتون إلى الجولة 14 من فريق كتالونيا دراغونز. أصيب في الجولة 15-19. لعب فوستر في الجولة 20 من سانت هيلينز إلى الجولة 21 من هدرسفيلد ثم في الجولة 24 من هال إف سي. وكانت مباراته الأخيرة مع برادفورد في الجولة 27 ضد فريق لندن برونكو. ظهر فوستر في الجولة الرابعة من أولدهام إلى الجولة الخامسة من فريق كتالونيا دراغونز في كأس التحدي.

## إحصائيات
| موسم                  | ظهور | يحاول | الأهداف | واو/ز | نقاط  |
| --------------------- | ---- | ----- | ------- | ----- | ----- |
| 2010 سانت هيلينز      | 16   | 7     | 72      | 0     | 172   |
| 2011 سانت هيلينز      | 33   | 25    | 151     | 0     | 402   |
| 2012 سانت هيلينز      | 5    | 2     | 18      | 0     | 44    |
| 2012 هال إف سي        | 9    | 5     | 45      | 0     | 110   |
| 2013 برادفورد بولز    | 19   | 5     | 69      | 0     | 158   |
| 2014 برادفورد بولز    | 16   | 10    | 50      | 0     | 140   |
| 2016 هيدرسفيلد جاينتس | 3    | 2     | 5       | 0     | 18    |
| المجموع               | 101  | 56    | 410     | 0     | 1,044 |

## روابط خارجية
- الملف الشخصي لـ وركينجتون تاون
- الملف الشخصي لسانت هيلينز
- الملف الشخصي لجمعية تراث القديسين